# Now Look
Now Look es el segundo disco como solista del músico inglés , compositor, guitarrista, bajista, multinstrumentista, artista plástico, miembro de The Jeff Beck Group, The Faces e integrante de The Rolling Stones, Ronnie Wood.

## Historia
Now Look, un trabajo con variados estilos que demuestran la versatilidad musical de Ronnie Wood como: Rock, Soul, Reggae, Folk. Editado en 1975 está compuesto por once canciones: seis corresponden al año 1974 (un año antes), a las sesiones de fines de abril y a principios de junio en el estudio privado de Ronnie Wood en su mansión llamada The Wick , ubicada en Richmond Hill, Richmond, Surrey, centro de Londres, para su primer disco: I've Got My Album Own To Do. Por ello que este segundo trabajo contará con casi los mismos músicos del disco anterior: los guitarristas de The Rolling Stones Keith Richard, Mick Taylor; los músicos de sesión Willie Weeks Andy Newmark, baterista de Sly & The Family Stone, y miembros de The Faces como Kenney Jones e lan McLagan. Este último junto a Ronnie Wood y Bobby Womack están a cargo de la producción y composición de algunas canciones del disco.
Las cinco canciones restantes corresponden a las sesiones entre el 14 y 21 de abril de 1975 en los B.B.C Studios ubicados en Baambrugge, cerca de Ámsterdam, Holanda.
De Now Look la úncia canción que apareció un año antes (1974) fue Breathe On Me acompañando como lado B a I Can Feel The Fire, primer sencillo de I've Got My Album Own To Do.

## Productores
- Ronnie Wood
- Bobby Womack
- lan McLagan

## Ingenieros de sonido
Para los temas grabados a finales de abril y a principios de junio de 1974 en The Wick :
- Chuch McGee
- Mike Bobak
- Ron Nevison
- Gary Kellgren

Para los temas grabados entre el 14 y 21 de abril de 1975 en los B.B.C Studios, Baambrugge, Holanda :
- Keith Harwood.

En el LP Now Look Keith Harwood aparece como único ingeniero.

## Canciones
- I Got Lost When I Found You (Ronnie Wood/Bobby Womack), grabada en 1975, B.B.C Studios, Baambrugge, Holanda.
- Big Bayou (Gib Gilbaeu), grabada en 1975, B.B.C Studios, Baambrugge, Holanda.
- Breathe On Me (Ronnie Wood), grabada en 1974, The Wick, Richmond Hill, Richmond, Surrey, Inglaterra.
- If You Don’t Want My Love (Bobby Womack/T. Witty), grabada en 1975, B.B.C Studios, Baambrugge, Holanda.
- I Can Say She’s Alright (Ronnie Wood/Bobby Womack), grabada en 1975, B.B.C Studios, Baambrugge, Holanda.
- Caribbean Boogie (Ronnie Wood), grabada en 1974,The Wick, Richmond Hill, Richmond, Surrey, Inglaterra.
- Now Look (Ronnie Wood) grabada en 1974,The Wick, Richmond Hill, Richmond, Surrey, Inglaterra.
- Sweet Baby Mine (Jim Ford/Bobby Womack), grabada en 1975, B.B.C Studios, Baambrugge, Holanda.
- I Can’t Stand The Rain (Bryant/Peebles/Miller), grabada en The Wick, Richmond Hill, Richmond, Surrey, Inglaterra.
- It’s Unholy (Ronnie Wood), grabada en 1974,The Wick, Richmond Hill, Richmond, Surrey, Inglaterra.
- I Got A Feeling (Bobby Womack/Ian McLagan/Jean Roussell), grabada en 1975, B.B.C Studios, Baambrugge, Holanda.

## Músicos
- Ron Wood
- Bobby Womack
- Ian McLagan
- Willie Weeks
- Andy Newmark
- Jean Roussel
- Keith Richards
- Kenney Jones
- Womack Sisters
- Mick Taylor

## Datos
- Big Bayou también fue incluida en el séptimo disco de Rod Stewart A Night on the Town, editado en 1976.
- Una versión acústica de Breathe On Me aparece en Slide on This , sexto disco de Ronnie Wood de 1992 en ella participan Ronnie Wood, Ian McLagan y el corista de The Rolling Stones  Bernard Flowers.